# 買兇拍人
《買兇拍人》是2001年首映的香港黑色喜劇，是导演彭浩翔的第一部長篇電影，由張達明及葛民輝主演，講述一個職業殺手與一個導演合作的故事。

## 故事大綱
电影講述一名香港職業殺手，在亞洲金融風暴的衝擊下，成為負資產業主後努力掙扎求存的故事。除了殺手阿Bart（葛民輝）這主線外，副線還有學成歸來的電影系高材生、但淪落到賣「草」副導演阿全（張達明）及阿全在片場相識、神交已久的三級女星阿部美智子（樋口明日嘉）。逆境中，他們都以自己的偶像為精神支柱，向著目標努力邁進。他們分別是《獨行殺手》的法籍男主角阿倫狄龍、《的士司機》的美籍導演馬田史高西斯及日本AV界的先輩飯島愛。

## 其他資料
彭浩翔曾被中國權威電影雜誌《看電影》喻為「未來五年最被期待的中國新導演」。《買兇拍人》的故事充滿「怪雞」、黑色幽默的內容，令《買》片贏盡本地、海外影評及觀眾的一致讚好。香港國際電影節認為它是「罕有的瘋狂中見真情之作」，也被美國電影網站"Ain't it cool news"選為「2001年十大香港最佳電影」，彭浩翔亦同時以此片贏得香港電影金紫荊獎最佳編劇。（注：以上資料都是DVD內附的小冊內提到的）。
按〈導演的話〉：「這是我的第一部片子，當我經歷了多年時間而爭取到這個執導機會時，正正踫上了香港電影業最低潮的時間，每年由制作三百多部影片，回落到只有六、七十部。因此，我只有十五個工作天去完成它，我只能說對香港的新導演來說這已是個不太差的待遇。但其實香港人普遍面對著這樣的困境，亞洲金融風暴後，香港的經濟神話幻滅，每個人都要面對逆境，我相信這是連殺手也不能例外的。中國人有句諺語：『馬死落地行』，如何在逆境中堅持自己的夢想，是我最想在片中表達的東西。」
一位影評人說，《買》片的主旨在處理甚麼叫做「電影」。原來，記錄片式的「真相」是沒有人有興趣看的，每一位觀眾都只想看到自己心目中預設了的「真相」。所以，那個買兇的闊太太要看的，不是「拿槍」shoot的殺手拚了老命在現埸實錄得來、「鬆、郁、矇」、需要旁白解說的「真相」，而是經過「拿機」shoot的導演瞓身製作、精心剪輯、她最想看到那個人的「死相」的「故事」。

## 演員表
| 演員       | 角色                | 備註 |
| ---------- | ------------------- | --- |
| 葛民輝     | 阿Bart              | 領銜主演。本名王英豪，32歲，當了6年職業殺手，擅用槍械，嚮往阿倫狄龍飾演的獨行殺手形象，但現實中卻和普通人一樣有著家庭及經濟負擔。角色姓名及英文名均取自本片之片頭設計師。 |
| 張達明     | 李棟全              | 領銜主演。30歲，副導演，紐約電影學院導演系畢業，26歲回港發展，五年仍鬱鬱不得志，偶像是馬田史高西斯。角色姓名取自本片之剪接師。                                            |
| 樋口明日嘉 | 阿部美智子          | 主演。從日本來港尋求機會的AV從業員，在日本時只能擔任勃起輔導員，夢想成為飯島愛那樣優秀的色情電影女星。李棟全的暗戀對象，希望以她為女主角拍自己的電影。                    |
| 方子璇     | 玲玲                | 主演。Bart的妻子，知道Bart以殺手為職業，鼓勵Bart主動招攬生意。 |
| 繆非臨     | 馬太                | 主演。財大氣粗的闊太，經常僱用殺手殺死得罪自己的人。對李棟全的偶像馬田史高西斯也有所認識。                                                                                |
| 陳輝虹     | AV監製 (靚仔雄)     | 主演。李棟全的上司，嗜賭及走私大麻，標哥的債仔。將大麻當作片酬給予李棟全。                                                                                                |
| 陳惠敏     | 標哥                | 主演。洪興頭目，綽號「秀茂坪速龍」，從事高利貸生意。為得到洪興話事人之位，僱用Bart於叛徒雙鎗雄生日宴上將其殺死。                                                          |
| 鄒凱光     | AV 導演             | 友情演出。李棟全的上司，靚仔雄的下屬。 |
| 陳凱恩     | AV大哥              | 人稱「大哥」的大牌男星。演員陳凱恩為本片之燈光師。 |
| 何子滿     | 蔣先生              | 在醫院瀕死的洪興話事人，死前稱被雙鎗雄暗算，指示洪興眾頭目要選出新話事人。                                                                                                |
| 吳志雄     | 大佬B               | 友情演出。洪興頭目，性格奸狡。 |
| 吳廷燁     | 咖哩角              | 洪興頭目，僱用肥屍和輝搶先刺殺雙鎗雄。 |
| 李道瑜     | 俊哥                | 洪興頭目，角色與李道瑜在古惑仔系列飾演的陳耀相似。 |
| 詹瑞文     | 雙鎗雄 (大雄)       | 主演。洪興叛徒，潮州人，洪興眾頭目的復仇對象。長期身懷兩把手鎗防身。 |
| 詹瑞文     | 郭偉賓              | 主演。與雙鎗雄相貌相似的臨時演員，被李棟全用為雙鎗雄的替身進行補拍。 |
| 張詠妍     | 雙鎗雄女友 (阿Wing) | 與雙鎗雄同樣兇狠及身懷槍械防身。 |
| 于洋       | Bart外父            | 知道Bart以殺手為職業，有外遇，欲請Bart殺死自己的妻子。 |
| 邵音音     | Bart外母            | 台灣人，知道Bart以殺手為職業，欲請Bart殺死於牌局贏了自己錢的雀友。 |
| 余銘衍     | 第一被殺目標        | 操國語的商人，身懷手槍。 |
| 林尚義     | 謝老闆              | 友情演出。僱用Bart殺人後因炒樓失敗陷入財困，無力支付酬金，請求Bart殺死自己以求妻女獲得保險賠償。                                                                          |
| 谷德昭     | VCD店員             | 友情演出。兼營翻版VCD店及影音器材店，向Bart推介手提攝錄機。演員谷德昭為本片之監製及編劇。                                                                                 |
| 田啟文     | Derek               | 李棟全的朋友，自稱已信主改過的癮君子，建議全到酒吧兜售大麻。 |
| 王合喜     | Ray                 | 友情演出。曾與馬太一夜情，並乘機拍下馬太的床上姿態，因而被馬太僱用Bart刺殺，收到消息後準備槍械與Bart駁火。Bart第一次嘗試自行一面拍攝一面刺殺的對象，但拍攝畫面甚差。      |
| 方平       | 爛口華              | 三大翻版VCD集團之一的首腦，將Ray偷拍馬太的床上片段製成VCD出售，因而被馬太僱用Bart殺死。李棟全將其被槍殺片段製作成精彩短片，獲馬太激賞。                                   |
| 蘭茜       | 麻雀腳 (Nina姐)     | 友情演出。馬太的麻雀腳，與馬太同樣有僱用殺手的習慣。 |
| 湯盈盈     | 麻雀腳              | 友情演出。友情演出。馬太的麻雀腳，與馬太同樣有僱用殺手的習慣。 |
| 鄭祖       | 麻雀腳              | 馬太的麻雀腳，同性戀者。 |
| 林雪       | 肥屍                | 友情演出。職業殺手，仿效Bart的殺人拍片業務。 |
| 劉以達     | 輝                  | 友情演出。肥屍的拍攝拍擋，被肥屍稱為「油麻地占士金馬倫」。 |
| 趙允傑     | 大佬B手下           | |
| 范振鋒     | 大佬B手下           | |
| 周兆麟     | 九仔                | 標哥親信。演員周兆麟是彭浩翔於亞洲電視工作時的舊識，也曾擔任過彭的短片作品的副導演。                                                                                      |
| 徐志雄     | 赤膊兄弟            | 標哥手下。 |
| 茜利妹     | 酒樓惡女            | 友情演出。 |
| 鍾少雄     | MTV被殺目標         | 客串 |
| 曾德華     | MTV被殺目標         | 客串 |
| 葉偉信     | MTV被殺目標         | 客串 |
| 林超榮     | MTV被殺目標         | 客串 |
| 謝耀基     | MTV被殺目標         | 客串。演員謝耀基（人稱收音基）為本片之現場收音師。 |
| 李棟全     | MTV被殺目標         | 客串。演員李棟全為本片之錄像攝影及剪接師，本片男主角的姓名亦取自其姓名。                                                                                                  |
| 司徒慧焯   | MTV被殺目標         | 客串 |
| 金培達     | MTV被殺目標         | 客串。演員金培達為本片之配樂師。 |
| 胡嘉樂     | MTV被殺目標         | 客串。演員胡嘉樂為本片之錄像助理攝影。 |
| 畢國智     | MTV被殺目標         | 客串 |
| 張德豪     | MTV被殺目標         | 客串 |
| 彭浩翔     | 導演                | 於結尾客串，責罵轉行為演員的Bart不懂演繹殺手。演員彭浩翔為本片之導演及編劇。                                                                                              |

## 歌曲
《買兇拍人》奶奶拉版
作曲/編曲：金培達
主唱：葛民輝 / 張達明
和唱：李棟全 / 彭浩翔

## 對白
- Bart家內，喝得有點醉的Bart獨自坐在客廳中，看著牆上的阿倫狄龍海報。
- Bart：（對著海報慨歎）龍哥，我真係服得你好「交關」。（我真的非常佩服你）
- Bart說著，將手上的啤酒一飲而盡。
- 突然，牆上的海報發聲。
- 龍：（旁白）蠢材！
- Bart：吓？！
- 龍：（旁白）點解你要服我？！（你幹嘛要佩服我？）
- Bart：你做殺手可以咁cool、咁有型，睇嚟我呢世都學唔到的！（你演殺手可以演得這麼酷、這麼帥，看樣子，我是這輩子都學不來的了）
- 龍：（旁白）要扮cool幾咁易呀，你見過我食飯未？（要耍帥有甚麼難？你看過我吃飯的模樣了沒有？）
- Bart：你唔講我都唔覺喎，你好似成套戲都在「食煙」的！（你不提起我倒真的沒發覺，你好像整齣電影都只是在抽煙而已）
- 龍：咪係，唔使食飯，你要扮幾cool都得啦！（可不是嘛，如果不用吃飯的話，要多酷都可以）Bart，我先要服你，現實裡的你才算cool（我才真的佩服你呢，在現實世界裡，你才算酷）。Bart，明天要努力呀！
- Bart一時感動，眼泛淚光。
- Bart：多謝！

〔按：電影的高潮，明天要在一家人頭擁擁的酒樓行刺一個黑幫老大，還要大聲喊：「雙槍雄，係洪興嘅標哥叫我嚟殺你的！」（是洪興的標哥叫我來殺你的）收到音，可以證明是標哥清理門戶，那影片才收貨〕

## 花絮
片尾主角李棟全如願拍成獨立電影並獲得香港電影金像獎最佳導演獎，其拿著獎座走紅地毯的片段，是監製谷德昭偷拍的。《買兇拍人》開拍之前幾個月的第19屆金像獎頒獎典禮上，本片的配樂師金培達憑《星願》獲得最佳原創電影音樂獎，於是谷德昭叫張達明拿金培達的獎座在紅地毯上走了一回，並表現出成功得獎的興奮，而他自己則拿著DV在旁邊偷拍，最後這個片段用在了電影中，像真的一樣。2020年5月6日，相隔19年後張達明憑藉電影《麥路人》的演出獲得第39屆香港電影金像獎最佳男配角。
2002年出版DVD，是香港首張附有導演評論音軌的影碟。

## 獎項及提名
| 頒獎典禮               | 獎項             | 名字           | 結果 |
| ---------------------- | ---------------- | -------------- | ---- |
| 第7屆香港電影金紫荊獎  | 最佳編劇         | 谷德昭、彭浩翔 | 獲獎 |
| 第7屆香港電影金紫荊獎  | 最佳男配角       | 張達明         | 提名 |
| 第21屆香港電影金像獎   | 最佳編劇         | 谷德昭、彭浩翔 | 提名 |
| 香港特區十周年電影選舉 | 最佳新晉導演首作 | 彭浩翔         | 獲獎 |

## 外部連結
- 開眼電影網上《買兇拍人》的資料（繁體中文）
- 豆瓣电影上《買兇拍人》的資料 （简体中文）
- 时光网上《買兇拍人》的資料（简体中文）
- AllMovie上《買兇拍人》的资料（英文）
- 爛番茄上《買兇拍人》的資料（英文）
- 香港影庫上《買兇拍人》的資料（繁體中文）
- 互联网电影数据库（IMDb）上《買兇拍人》的资料（英文）